# Jean Weinbaum
Pour les articles homonymes, voir Weinbaum.
Jean Weinbaum est un artiste peintre suisse, auteur également de cartons de vitraux et de fresques en céramique, né le 20 septembre 1926 à Zurich. Installé à San Francisco en 1968, il obtient la nationalité américaine en 1974. Il est mort le 27 janvier 2013 à Vaugrigneuse dans l'Essonne.

## Biographie
Jean Weinbaum naît à Zurich en 1926, ses parents étant Fritz Ismar Weinbaum et son épouse née Gisèle Kahn. Il passe son enfance à Zurich, où après sa scolarité il est élève de l'École d'arts appliqués, avant de venir à Paris en 1946. Entre 1947 et 1948 il suit les cours de l'Académie de la Grande Chaumière, puis fréquente l'école de dessin de Paul Colin (boulevard Malesherbes) et l'Académie André Lhote. Parallèlement enfin, il étudie les techniques du verre teinté pratiquées par les vitraillistes du XIIIe siècle en la cathédrale de Chartres.
De 1952 à 1955, soit après avoir réalisé sa première suite importante de vitraux pour la chapelle Sainte-Geneviève de Mosloy, Jean Weinbaum s'implique dans le Groupe Espace qui a commencé à prendre corps au Salon des réalités nouvelles de 1951 et qui, au travers de son manifeste dû à André Bloc, milite en faveur de l'intégration de l'art dans l'architecture. C'est ainsi, outre André Bloc, aux côtés de Jean Arp, Sonia Delaunay, Jean Dewasne, Émile Gilioli, Fernand Léger, Jean Leppien ou Gino Severini qu'il participe à l'exposition historique du groupe à Biot (Alpes-Maritimes) en 1954, puis que de 1955 à 1966 il poursuit son implication dans cet engagement, par le vitrail essentiellement, mais aussi par la fresque murale.
Subitement, « Au seuil de la quarantaine, rapporte Jean Raine, Jean Weinbaum abandonne tout ». Un long périple, qui commence de la sorte en 1966, lui offre de découvrir l'Inde, l'île de Ceylan, la Thaïlande et le Japon avant de s'achever à San Francisco où l'artiste s'installe définitivement en 1968.
Pour Georges Mercier, il demeure au XXe siècle que si « l'art sacré subit un renouvellement dans son architecture, son aménagement intérieur, sa décoration, ses vitraux », si « c'est toute la conception de l'église en tant que bâtiment qui est remise en question », Jean Weinbaum figure parmi « les meilleurs artistes et créateurs qui participent à cette œuvre ».

## Expositions

### Expositions personnelles
- Galerie Weiller, Paris, 1955.
- Galerie Beno, Zurich, 1960.
- Galerie d'art du faubourg, Paris, 1960, 1961.
- University California Medical Center, San Francisco, 1968.
- Stanford University, Palo Alto, 1968.
- Triton Museum, Santa Clara (Californie), 1969.
- Galerie Smith-Andersen, Palo Alto, 1970, janvier 1971[7], 1973, 1979.
- California Palace of the Legion of Honor, San Francisco, 1971.
- Musée des arts décoratifs de Lausanne, 1972.
- Bildungszentrum, Gelsenkirchen, 1972.
- Humboldt Galleries, San Francisco, 1973.
- Heimatmuseum, Bottrop, 1973.
- Lantern Gallery, Ann Arbor, Michigan, 1973.
- Galerie Numaga, Auvernier, 1974.
- Linda Farris Gallery, Seattle, 1974, 1975.
- Humboldt Galleries, New York, 1976.
- Galerie Smith-Andersen, San Francisco, 1976.
- Pasquale Iannetti Gallery, San Francisco, 1979.
- Jean Weinbaum : watercolors and collages, Musée d'art moderne de San Francisco, mai-juin 1981.
- Robert Mondavi Winery, Oakville (Californie), juin-août 2002.
- Bank American World Headquarters, San Francisco, 1982.
- Jean Weinbaum - The energy of color, Elizabeth Rice Gallery, Sarasota, novembre-décembre 2002[8].
- The vibrancy of color - Works by Jean Weinbaum, Himmelberger Gallery, San Francisco, mai-juin 2007.
- Exposition d'été : Jean Weinbaum, Galerie Numaga, Colombier (Neuchâtel), 2008.

### Expositions collectives
- Palais de Tokyo, Paris, 1949.
- Le Groupe Espace, exposition en plein air, Biot, 1954[4].
- Carlos, Louis Chavignier, Davos Hanich, J.-L. Perrot, Janik Rozo, Jean Weinbaum, Galerie de France, Paris, septembre 1959.
- Musée d'art moderne de la ville de Paris, 1961, 1962, 1963, 1965.
- Galerie Weiller, Paris, 1961.
- Œuvres offertes par des artistes français et de divers pays - Bernard Buffet, Jean Commère, Géula Dagan, Pierre Garcia-Fons, Robert Lapoujade, André Minaux, Yvonne Mottet, Roland Oudot, Michel Patrix, Pablo Picasso, Édouard Pignon, Paul Rebeyrolle, Henry de Waroquier, Jean Weinbaum, Claude Weisbuch, Conférence d'Europe occidentale pour l'amnistie aux emprisonnés et exilés politiques espagnols, Maison de la pensée française, Paris, avril 1961[9].
- Antagonismes 2 : l'objet - Les créateurs des années 60, Musée des arts décoratifs de Paris, 1962[10].
- Rober Elkon Gallery, New York, 1962.
- Galerie Lutèce, Paris, 1966.
- San Francisco Museum, 1971, 1972.
- Philip John Evett et Jean Weinbaum, Arts Longa Galleries, Houston, 1975.
- Owens-Illinois Art Collection, Headquarters Building, Toledo (Ohio), janvier-février 1983[11].
- Michael Dunev Fine Arts, San Francisco, 1986.
- Ursula Biemann, Olivier Mosset, Laurent Veuve, Jean Weinbaum, Fota Gallery, Alexandria (Virginie), 1991.
- Swimming Upstream, Himmelberger Gallery, San Francisco, janvier 2009.
- Pierre Chevalley et Jean Weinbaum, peintures, Galerie Numaga, Colombier (Neuchâtel), octobre 2016[3].

## Réception critique
- « Jean Weinbaum is known for his "fused watercolor" technique, where curving bands of intense color are bound through the liberal use of water in the pigment, applied to water-saturated paper in paintings or collages. The curves of color are fragmented like a rainbow viewed through a kaleidoscope, producing an overall effect that has the abstract vitality of music. » - Kevin Costello[8]

## Collections publiques

### France
- Musée national d'art moderne, Paris.

### États-Unis
- University Art Museum, Berkeley (Californie).
- Stanford University Museum, Palo Alto[12].
- San Francisco De Young Museum, Red Expansion, dessin 38x28cm, 1969[13].
- Smithsonian American Art Museum, Washington, Sans titre - Abstraction géométrique, deux aquarelles, 76x56cm chacune, 1970.
- Université du Michigan, Ann Arbor.

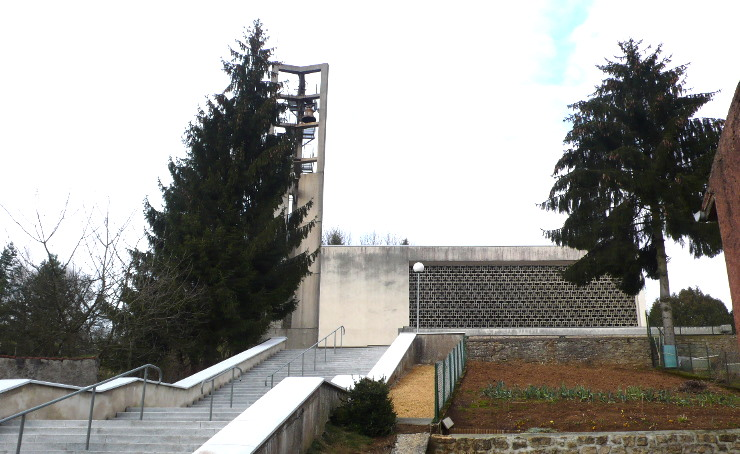
Église Saint-Pierre d'Escherange, Mur de lumière côté extérieur

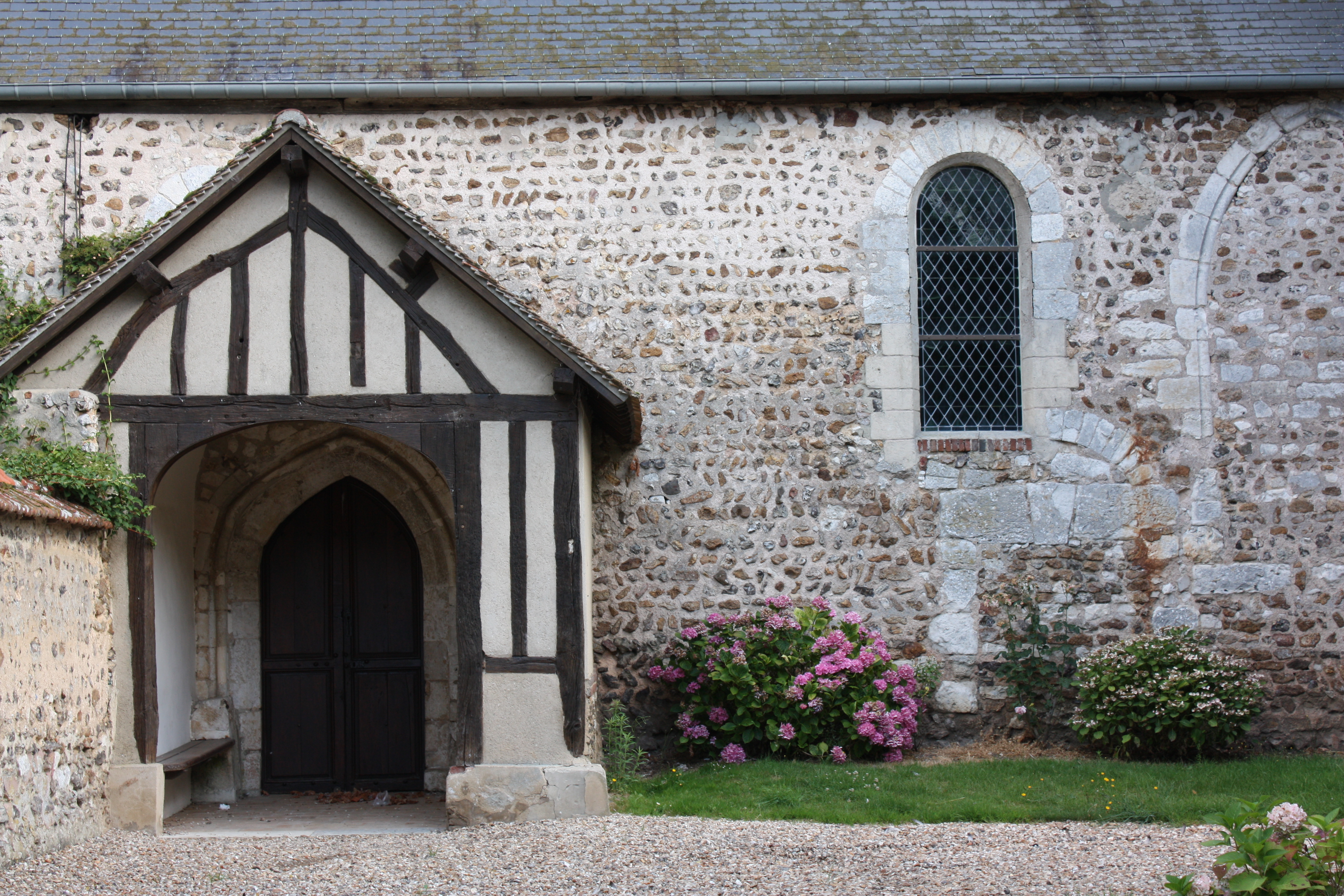
Église Saint-Médard d'Ailly

- Spectrum Center, Dallas.

## Vitraux
- La chapelle Sainte-Geneviève de Mosloy, La Ferté-Milon, onze vitraux, 1951[8].
- Église Saint-Denis, Bernes-sur-Oise, rosace, 1955.
- Église de Saint-Pierre-du-Regard, vingt-deux vitraux et fresque en céramique, 1957.
- Église Saint-Pierre, Escherange, Mur de lumière, 1962[8].
- Église Saint-Médard d'Ailly, sept vitraux, 1963.
- Lycée de jeunes filles de Bayonne, huit vitraux, 1966.

## Collections privées
- Ford Motor Company, Dearborn.
- Owens-Illinois, Perrysburg (Ohio)[11]
- George Hopper Fitch, Washington.
- Peter Grünbaum, Zurich[14].